# (73551) 2003 QV
(73551) 2003 QV – planetoida z pasa głównego asteroid okrążająca Słońce w ciągu 5 lat i 44 dni w średniej odległości 2,97 j.a. Została odkryta 18 sierpnia 2003 roku.